# Edwin Sugarew

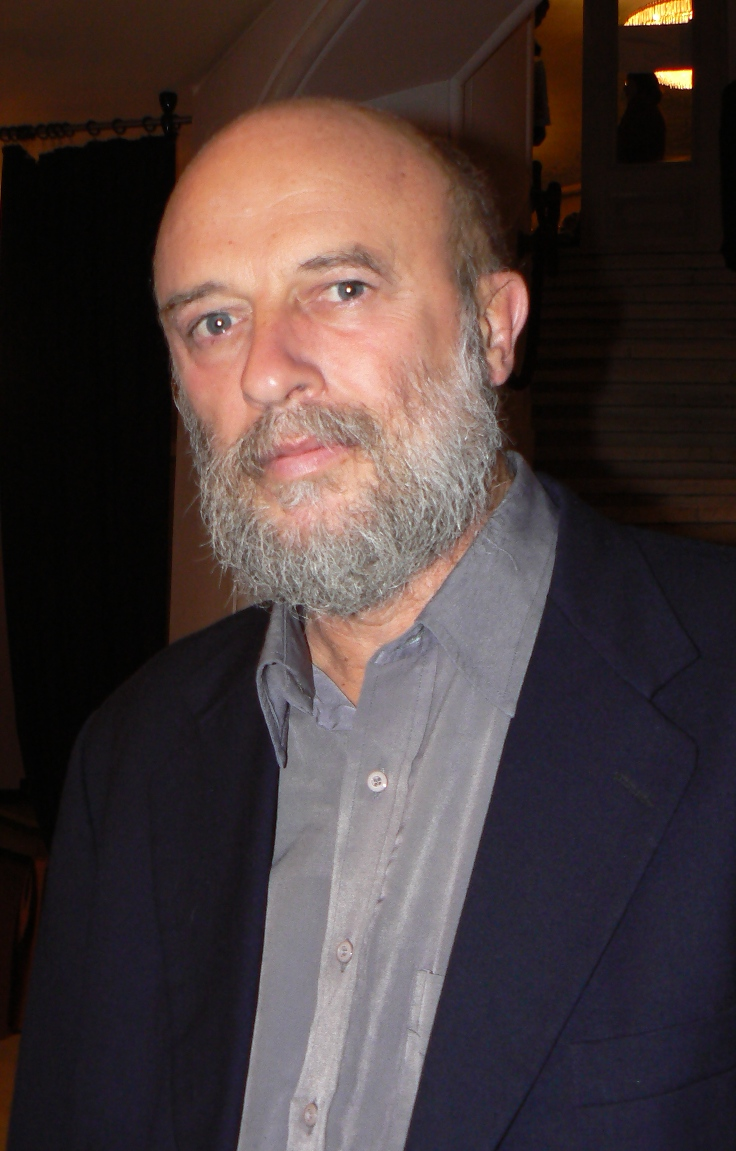
Edwin Sugarew (2010)

Edwin Stefanow Sugarew (auch Edvin Stefanov Sugarev geschrieben, bulgarisch Едвин Стефанов Сугарев; * 27. Dezember 1953 in Sofia) ist ein bulgarischer Schriftsteller, Literaturkritiker, Dissident gegen das kommunistische Regime, Blogger und Politiker.

## Leben
Edwin Sugarew wurde am 27. Dezember 1953 in der bulgarischen Hauptstadt Sofia geboren. 1978 absolvierte er sein Studium der Philologie an der Universität Kliment Ohridski in Sofia. Zwischen 1981 und 1984 war Edwin Sugarew wissenschaftlicher Assistent im Fachgebiet Geschichte der modernen bulgarischen Literatur am Literaturinstitut der bulgarischen Akademie der Wissenschaften (kurz BAN). 1985 verteidigte er seinen Doktortitel der Philologie an der Universität Plowdiw mit dem Werk „Die bulgarische Literatur nach dem Ersten Weltkrieg und der deutsche Expressionismus (Weltbilder und stilistischen Parallele)“ (aus dem bulg. Българската литература след Първата световна война и немският експресионизъм (мирогледни и стилистични паралели)). Zwischen 1986 und 1990 war Sugarew als wissenschaftlicher Mitarbeiter am Literaturinstitut der bulgarischen Akademie der Wissenschaften tätig.
Sugarew wurde 1989 Mitglied in der zum kommunistischen Regime oppositionellen und zu diesem Zeitpunkt noch illegalen Bewegung Ekoglasnost. 1990 wurde er Redaktionsmitglied der Literaturzeitschrift Literaturna misal (bulg. Литературна мисъл). 1990 war Sugarew Abgeordneter in der 7. Großen Nationalversammlung, welche die Weichen für die Demokratisierung Bulgariens nach der Öffnung des Eisernen Vorhangs stellte und das heute gültige Grundgesetz des Landes verabschiedete.
In der Periode 1991–1996 war Sugarew Chefredakteur der Zeitung Literaturen westnik (bulg. Литературен вестник, zu dt.: Literaturzeitung) und Mitglied des Parlaments. Edwin Sugarew war zwischen 1997 und 1998 bulgarischer Botschafter in der Mongolei und zwischen 1998 und 2003 bulgarischer Botschafter in Indien. Seit 2002 ist Sugarew erneut als wissenschaftlicher Mitarbeiter am Literaturinstitut der BAN, und seit 2003 erneut als Chefredakteur der Literaturzeitung tätig.
2013 gingen Sugarew und vier seiner Kinder aus Protest gegen die amtierende Regierung in den Hungerstreik. Sugarew wurde aufgrund dessen in die Intensivstation eingeliefert, daraufhin brach er den Streik ab.
2023 wurde sein Buch Elegie für den Rand (bulg. Елегий за краището), ein Buch über das Leben der Bulgaren in den Ehemaligen bulgarischen Westgebieten in Serbien von der dortige Polizei mehrmals konfisziert.

## Werke (Auswahl)
- Търговията със смъртта, gemeinsam mit Nedko Petrow (1994)
- Банковият банкрут на България (1996)
- Българският експресионизъм (1988)
- Диагнозата Филчев. Хроника на една гражданска битка (2003)
- Невъзможните убежища на поезията (2005)
- Случаят Гоце (2007)
- Николай Райнов — боготърсачът богоборец (2007)
- Поезията на Александър Вутимски: паралелни прочити (2009)
- Отблясъци от покрива на света (2012)
- Елегий за краището (2022)